# Talskrivare
En talskrivare är en person som, oftast anonymt utåt sett, bistår med att skriva tal och förbättra kommunikationen med omvärlden för politiker, direktörer och andra offentliga personer, som behöver framträda inför grupper eller allmänheten och ofta representera någon organisation eller verksamhet. En annan kategori av talskrivare kan också bistå privatpersoner med talunderlag vid till exempel högtidsdagar, föredrag etc. Inte sällan har sedermera kända offentliga personer tidigare i karriären varit talskrivare åt andra.
Vissa politiska talskrivare föredrar att kallas politiskt sakkunnig eller politisk sekreterare. Talskrivare kan även förekomma inom retorik och den akademiska världen.

## Talskrivare i Sverige
Exempel på svenska talskrivare är politikerna Olof Palme, Ingvar Carlsson och Anders Borg. Kända talskrivare inom näringslivet är till exempel Lisette Schulman.
Boken Talskrivarna (2017) av Hans Gunnarsson och Staffan Thulin handlar om svenska talskrivare.